# 보스호트 1호

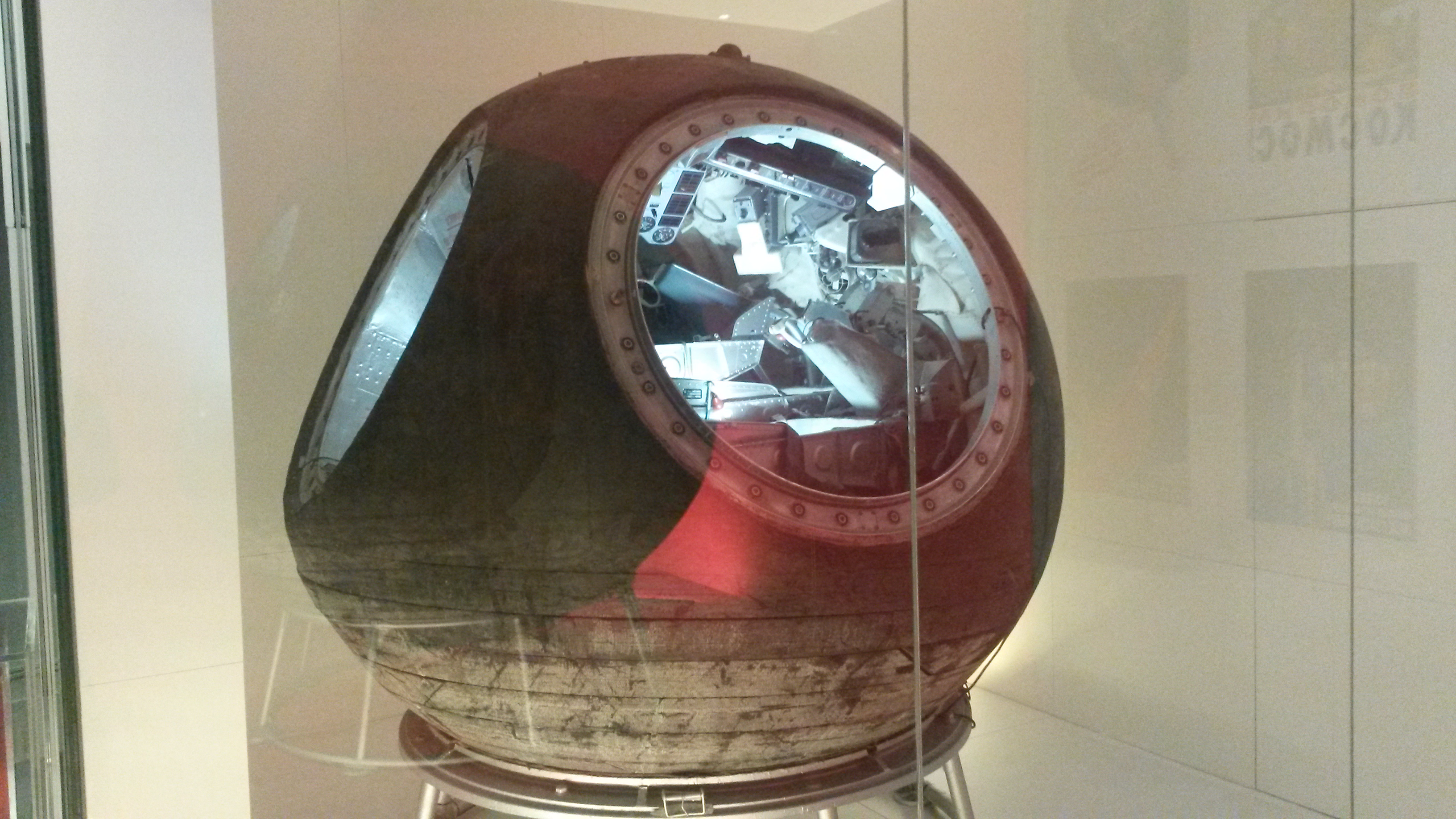
과학박물관 (런던)의 보스호트 1호 캡슐

보스호트 1호(러시아어: Восход-1)는 소련이 유인한 일곱 번째 우주 비행선이었다. 우주비행사 블라디미르 코마로프, 콘스탄틴 페옥티스토프, 보리스 예고로프가 비행한 이 우주선은 1964년 10월 12일 발사되어 13일 귀환했다. 보스호트 1호는 한 명 이상의 승무원을 궤도에 진입시킨 최초의 인간 우주비행이었으며, 우주복을 사용하지 않은 최초의 비행이자 엔지니어나 의사를 우주 공간으로 수송한 최초의 비행이었다. 또한 336km(209마일)의 유인 우주선 고도 기록을 세웠다.
보스호트 1호 우주비행사를 위한 세 개의 우주복은 생략되었다. 보스호트가 이들을 운반할 수 있는 공간이나 탑재 공간이 없었다. 원래 보스호트는 두 명의 우주비행사를 태울 수 있도록 설계되었으나 소련 정치인들은 세 명의 우주비행사를 보스호트 1호에 넣도록 소련 우주 계획을 밀어붙였다. 짧은 보스호트 계획의 유일한 다른 우주 비행선인 보스호트 2호는 두 명의 적합한 우주비행사를 태웠는데, 그 이유는 필연적이었기 때문이다. 그것은 알렉세이 레오노프가 세계 최초의 우주 유영을 한 비행이었다.
페이로드의 일부로 보스호트 1호는 1871년 파리 코뮌의 코뮌 배너에서 리본을 궤도로 운반했다.